# 륩코 페트로비치
류보미르 "륩코" 페트로비치(세르비아어: Љубомир "Љупко" Петровић / Ljubomir "Ljupko" Petrović, 1947년 5월 15일 ~ )는 세르비아의 전 축구 선수이자 현 지도자로 보스니아 헤르체고비나 여권을 보유하고 있다.

## 선수 시절
1967년부터 1979년까지 NK 오시예크에서 활약하며 유고슬라비아 2부 리그 3회 우승(1969-70, 1972-73, 1976-77) 및 1회 준우승(1975-76) 등에 공헌한 뒤 1979년부터 1982년까지 버펄로 스탤리언스, 캔자스시티 코메츠, 피닉스 인퍼노 등 미국 인도어 사커 리그팀에서 활약하다가 15년간의 선수 생활을 마무리했다.

## 지도자 경력
1982년 NK 오시예크 유소년팀 감독을 시작으로 2019년까지 37년간 여러 프로팀 및 청소년 대표팀의 감독을 맡으며 스파르타크 수보티차의 1988년 유고슬라비아 2부 리그 우승, FK 보이보디나의 1989년 유고슬라비아 1부 리그 우승, 츠르베나 즈베즈다의 1990-91년 UEFA 챔피언스리그 우승, 1991년 1부 리그 우승, 1995년 세르비아 수페르리가 우승, 1994-95년 세르비아 몬테네그로컵 우승, 레프스키 소피아의 2001년 파르바리가 우승, 리텍스 로베치의 2004년 불가리아컵 우승, 베이징 궈안의 2003년 중국 FA컵 우승, APR FC의 르완다 프리미어리그 2회 우승(2013-14, 2017-18) 등 수많은 업적을 남겼고 2020년 베트남 1부 리그의 타인호아 FC의 감독으로 3년만에 복귀했다.

## 수상

### 감독
스파르타크 수보티차
- 유고슬라비아 2부 리그 (1): 1988

보이보디나
- 유고슬라비아 1부 리그 (1): 1989

츠르베나 즈베즈다
- UEFA 챔피언스리그 (1): 1991
- 유고슬라비아 1부 리그 (1): 1991
- 세르비아 수페르리가 (1): 1995
- 세르비아컵 (2): 1995, 1996

레프스키 소피아
- A PFG (1): 2001

리텍스 로베치
- 불가리아컵 (1): 2004

베이징 궈안
- 중국 FA컵 (1): 2003